# 黄金辉
黄金辉（1915年11月4日—2005年5月2日），祖籍福建漳州龍海，是新加坡第四任总统。黄金辉担任总统期间，给人的印象是平易近人，是位平民总统。在任期間主动將总统府开放给社會大眾入內參觀，包括各阶层都成为总统府的客人；黄并以英语、华语、马来语和人民交谈。此外他是一名運動爱好者，尤其喜愛羽毛球和足球，而且热心公益，是多个慈善团体的名誉赞助人。

## 生平
1915年，金辉出生于新加坡一个电报员的小家庭。父亲，母亲。父亲过世时年僅八岁。黄金辉就读于欧南园学校（现为欧南中学），1930年起在《海峡时报》担任報導政治新聞的记者。1936年，与许淑香结婚。
1941年辞职，转任美国合众社驻新加坡、马来西亚、婆罗洲记者。1959年回到《海峡时报》担任副总编辑。1960年代赴比属刚果采访内战新闻。1965年起又到印尼等国家采访。其间印尼总统蘇哈托在专访中向他表示，愿意结束马印对抗，轰动一时。
1973年辞职，转任新加坡政府驻马来西亚高級专员。1980年改任驻日本和韩国大使。1984年5月，回新加坡担任新加坡广播局主席。
1985年8月31日当选为新加坡共和国第四任总统。9月2日，黄金辉在李光耀总理的主持下在总统府宣誓就职新加坡的第四任总统。
1993年9月1日，他由于健康以及年龄问题，辞去了总统的职务，并開始为總統直選作准备。2005年5月2日，黄金辉由于前列腺癌再发，医治无效病逝。他有一个儿子；黃慶華（Alice Wee Kheng Hua）等6个女儿、13个孙子。

## 第一任民选总统
2016年11月新加坡总统选举制修改宪法，总检察署报告建议李显龙总理决定第一任民选总统从黄金辉任期开始算起。